# Dvenadsat Apostolov (couraçado)
O Dvenadsat Apostolov (Двенадцать Апостолов) foi um couraçado pré-dreadnought operado pela Marinha Imperial Russa. Sua construção começou em agosto de 1889 no Estaleiro do Almirantado Nikolaev e foi lançado ao mar em setembro do ano seguinte, sendo comissionado na frota russa em junho de 1893. Era armado com uma bateria principal composta por quatro canhões de 305 milímetros montados em duas barbetas duplas, tinha um deslocamento de quase nove mil toneladas e conseguia alcançar uma velocidade máxima de pouco mais de catorze nós.
O Dvenadsat Apostolov teve uma carreira tranquila e sem grandes incidentes, marcada apenas pela tentativa fracassada de tentar abalroar o amotinado couraçado Kniaz Potemkin Tavricheski em 1905. Ele foi descomissionado em abril de 1911 e transformado em depósito flutuante no ano seguinte. Foi capturado pelos alemães em maio de 1918 na Primeira Guerra Mundial e depois repassado aos Aliados em dezembro, sendo então capturado pelos dois lados da Guerra Civil Russa até ser abandonado em 1920 no litoral da Crimeia, onde permaneceu até ser desmontado em 1931.

## Desenvolvimento
O Dvenadsat Apostolov foi originalmente encomendado como um de dois couraçados para a Frota do Mar Negro, porém a construção da outra embarcação ficou com um estaleiro à beira da falência e este fez pouquíssimo progresso. O armamento foi inicialmente planejado para ser composto por oito canhões de 229 milímetros, quatro montados em duas torres de artilharia duplas e os restantes em casamatas a meia-nau. O Comitê Técnico Naval da Marinha Imperial decidiu depois do início da construção aumentar a espessura do cinturão principal de blindagem na linha d'água de 330 para 356 milímetros em troca de 76 toneladas a mais de deslocamento. Também foi decidido mover a torre de artilharia dianteira 2,3 metros para trás porque se achou que o navio ficaria muito pesado na proa, enquanto o armamento principal foi revisado para quatro canhões de 305 milímetros em barbetas duplas, com quatro canhões de 152 milímetros ficando em uma casamata reduzida. Todas essas mudanças de projeto aumentaram o deslocamento em cem toneladas.

## Projeto

### Características
O Dvenadsat Apostolov tinha 102,3 metros de comprimento da linha de flutuação e 104,2 metros de comprimento de fora a fora. Tinha uma boca de 18,3 metros e um calado de 8,4 metros. Seu deslocamento exato nunca foi medido, porém foi estimado em 8 850 toneladas, 605 toneladas a mais do que seu deslocamento projetado de 8 206 toneladas.
O formato do casco era similar aos predecessores ironclads da Classe Imperator Alexandr II, porém seu rostro era 1,2 metros mais comprido. O casco era subdividido por onze anteparas estanques transversais e uma longitudinal, possuindo também um casco duplo completo com novecentos milímetros de profundidade. A altura metacêntrica era de oitenta centímetros. O Dvenadsat Apostolov demonstrou que tinha uma melhor navegabilidade que os antigos ironclads da Classe Ekaterina II, porém balançava muito e isto causava inundações por meio das suas portinholas e escotilhas. O historiador naval N. J. M. Campbell avaliou que o couraçado, apesar dessas deficiências, era superior que a Classe Imperator Alexandr II.
O sistema de propulsão do Dvenadsat Apostolov era composto por dois motores a vapor de tripla-expansão com três cilindros construídos pelo Estaleiro do Báltico e foram projetados para produzirem uma potência indicada de 8 620 mil cavalos-vapor (6 340 quilowatts). Os motores giravam duas hélices de 5,26 metros de diâmetros com o vapor proporcionado por oito caldeiras cilíndricas que queimavam carvão. Seus motores foram capazes de produzir 8 882 cavalos-vapor (6 531 quilowatts) de potência durante seus testes marítimos em setembro de 1894 para uma velocidade máxima de 15,2 nós (28,2 quilômetros por hora) em calado forçado; em um calado normal sua velocidade era de 14,5 nós (26,9 quilômetros por hora). As chaminés foram elevadas em 3,81 metros depois dos testes marítimos com o objetivo de melhorar o calado e manter a superestrutura livre dos gases. O Dvenadsat Apostolov podia carregar até 720 toneladas de carvão, o que proporcionava uma autonomia de 1,9 mil milhas náuticas (3,5 mil quilômetros) a uma velocidade de dez nós (dezenove quilômetros por hora). O navio também tinha seis dínamos Siemens que produziam 540 quilowatts de energia elétrica.

### Armamento e blindagem

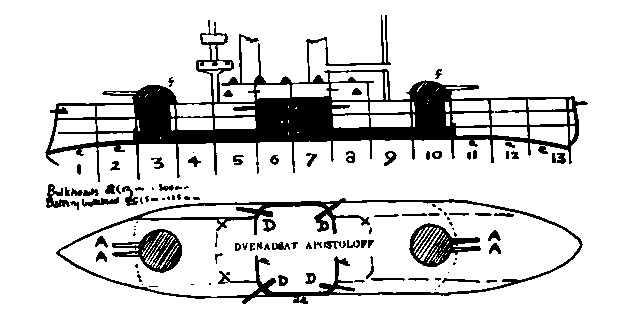
Diagrama mostrando a blindagem e armamentos do Dvenadsat Apostolov

O armamento principal consistia em quatro canhões Obukhov Modelo 1877 calibre 30 de 305 milímetros em duas barbetas, na proa e na popa. Eles tinham uma elevação máxima de quinze graus e podiam abaixar até cinco graus negativos, tendo uma rotação de 270 graus. Cada arma tinha à disposição 66 projéteis. Elas disparavam um projétil de 331,7 quilogramas a uma velocidade de saída de 570 metros por segundo, tendo um alcance de cinco quilômetros a uma elevação de seis graus. A cadência de tiro era de um disparo a cada cinco minutos, porém o maquinário de carregamento poderia travar se o navio subisse e descesse mais do que cinco graus.
O armamento secundário tinha quatro canhões Modelo 1877 calibre 35 de 152 milímetros em montagens giratórias na casamata central. As laterais do casco tinham um recesso para permitir disparos axiais, tendo uma rotação de cem graus e um arco de disparo de 130 graus. Cada arma tinha à disposição 130 projéteis. Disparavam projéteis de 41,5 quilogramas a uma velocidade de saída de novecentos metros por segundo. Para defesa contra barcos torpedeiros, haviam doze canhões Hotchkiss de 47 milímetros em canhoneiras no casco e superestrutura. Disparavam projéteis de 1,5 quilogramas a uma velocidade de saída de 569 metros por segundo. Dois canhões rotativos Hotchkiss de 37 milímetros com cinco canos foram instalados na extremidade dianteira da superestrutura e dois outros em uma plataforma à ré da segunda chaminé. Seis versões de cano único foram instaladas no mastro dianteiro e dois em pequenas canhoneiras à ré da superestrutura. Não se sabe a localização de duas das armas de 37 milímetros e é possível que sua intenção era armarem os botes do couraçado. Por fim, haviam seis tubos de torpedo acima da linha d'água, um na proa, um na popa e dois em cada lateral.
O navio era protegido principalmente por uma blindagem composta produzida pela Johnson Cammell & Co. no Reino Unido. O cinturão principal de blindagem tinha uma espessura máxima de 356 milímetros nas áreas de maquinários, porém afinava-se para 305 milímetros nos depósitos de munição, enquanto na extremidade inferior ele diminuía para entre 178 e 203 milímetros. O cinturão tinha setenta metros de comprimento e 1,68 metros de altura, mas 1,3 metros deste valor ficavam abaixo da linha d'água pois o Dvenadsat Apostolov foi finalizado com sobrepeso. As anteparas tinham entre 229 e 305 milímetros e proporcionavam proteção transversal para as áreas vitais da embarcação. A blindagem da casamata inferior tinha 65,2 metros de comprimento e 305 milímetros de espessura. Acima ficavam placas de aço de 127 milímetros de espessura que protegiam os canhões de 152 milímetros. A blindagem da barbeta ficava de 254 a 305 milímetros de espessura. A barbeta e seus canhões inicialmente ficavam abertos, mas uma cobertura hemisférica de 64 milímetros de espessura foi adicionada posteriormente, possivelmente em 1893. A torre de comando era protegida por uma blindagem de 203 milímetros.

## História

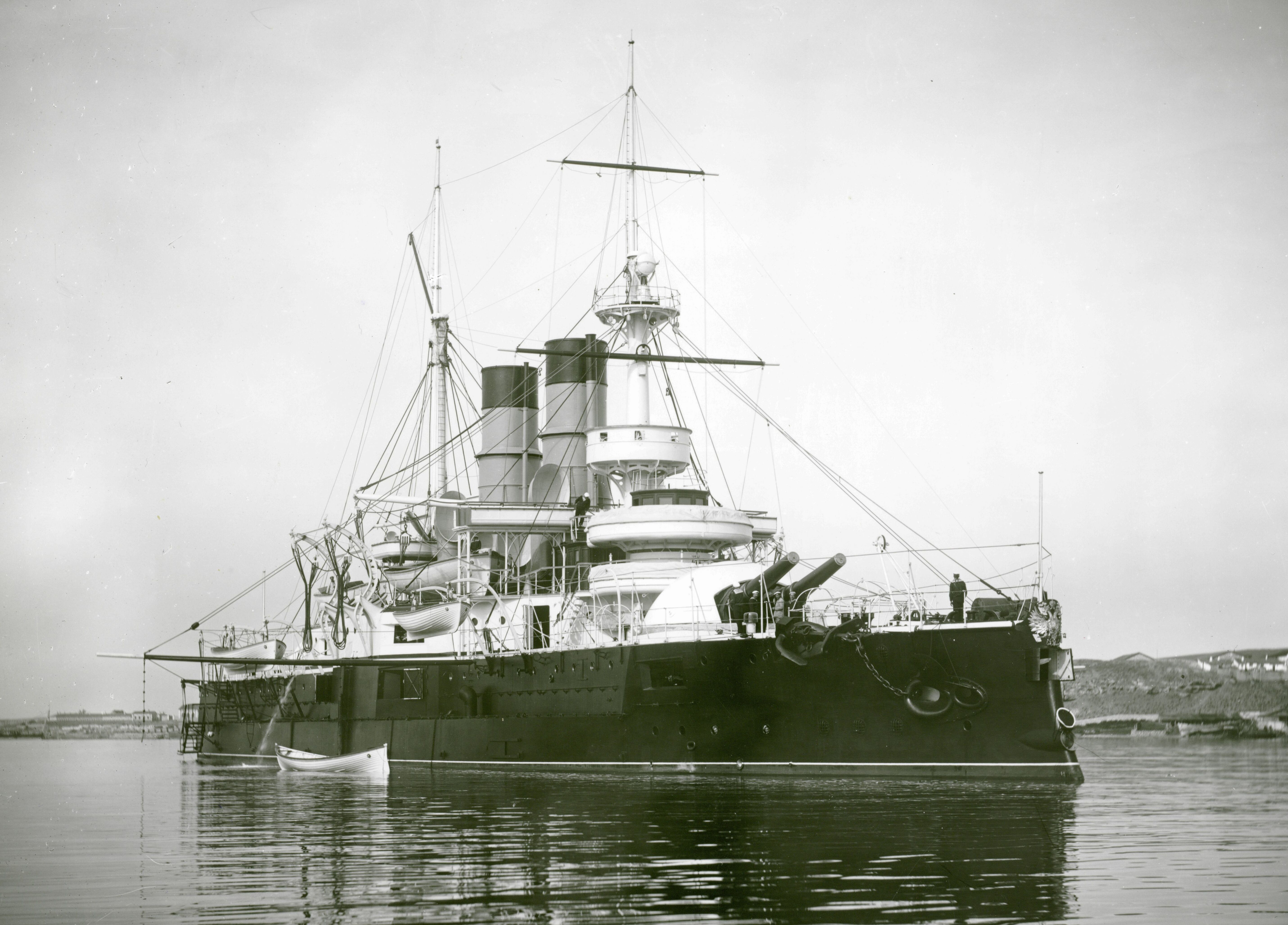
O Dvenadsat Apostolov em Sebastopol

O Dvenadsat Apostolov foi construído pelo Estaleiro do Almirantado Nikolaev em Nikolaev, na Gubernia de Querson. Seu batimento de quilha ocorreu em 21 de agosto de 1889 e ele foi lançado ao mar em 13 de setembro de 1890, partindo para Sebastopol em 11 de maio de 1892 para terminar seu processo de equipagem. Ele foi finalizado em meados dezembro e comissionado na frota russa em 17 de junho de 1893, porém só ficou totalmente pronto para o serviço no ano seguinte. O navio foi usado em 1895 para testes de um novo sistema de lançamento de minas navais por trilhos que tinha sido inventado pelo tenente A. P. Igrumov e também para avaliar as dimensões adequadas para uma rede anti-torpedo e suas varas. Para este último, torpedos foram disparados contra o couraçado com suas redes estendidas. Um de seus canhões, não se sabe qual, explodiu em 1903 e matou um tripulante e feriu dois.
A embarcação participou em 30 de junho de 1905 junto de outros navios de uma tentativa fracassada de recapturar o amotinado couraçado Kniaz Potemkin Tavricheski próximo do litoral de Odessa. O Dvenadsat Apostolov tentou abalroar o Kniaz Potemkin Tavricheski, mas marinheiros simpatizantes dos amotinados conseguiram reverter seus maquinários e em seguida impediram que seu oficial comandante, o capitão M. N. Kolands, explodisse seu próprio navio ao cortarem os cabos de detonação.
A Autoridade Portuária de Sebastopol tinha proposto substituir suas caldeiras em 1904 por novas caldeiras Belleville, porém isto foi adiado por um plano para reusar aquelas do navio blindado Chesma, algo que no final nunca ocorreu. Uma proposta três anos depois para rearmar o Dvenadsat Apostolov com quatro canhões de 254 milímetros em duas torres de artilharia duplas e vários canhões de 152 milímetros em novas casamatas feitas pelo Estado-Maior Geral Naval. Isto teria um custo estimado de 1,275 milhões de rublos e adicionaria apenas quinze toneladas a seu deslocamento, porém isto foi rejeitado pelo Comitê Técnico Naval, que acreditava que seria um desperdício de dinheiro dado sua obsolescência. Outra proposta foi feita em 1909 para rearma-lo com armas menores com o objetivo de transformá-lo em um navio de guarda para defender Sebastopol de forças navais inimigas pequenas. Isto foi originalmente aprovado em junho pelo almirante Ivan Grigorovich, o Ministro da Marinha, porém isto foi depois revertido.
O Dvenadsat Apostolov foi transferido em 1º de abril de 1911 para o controle da Autoridade Portuária de Sebastopol, sendo removido na lista naval da Marinha Imperial no dia 15 do mesmo mês e desarmado logo em seguida. Se tornou no ano seguinte um navio depósito para submarinos. Foi renomeado para Casco Nº 8 em 4 de setembro de 1914, sendo usado para deveres portuários. Foi capturado pelos alemães em Sebastopol em maio de 1918 na Primeira Guerra Mundial e depois entregue aos Aliados em dezembro. Foi então capturado pelos bolcheviques durante a Guerra Civil Russa e em seguida pelos russos brancos. O navio acabou abandonado pelos brancos quando estes evacuaram a Criméia em 1920. No ano seguinte os maquinários de seu sistema de propulsão foram removidos. Supostamente serviu de dublê do Kniaz Potemkin Tavricheski nas filmagens do longa-metragem Bronenosets Potyomkin, enquanto era usado como depósito de minas. Foi vendido para desmontagem em 28 de janeiro de 1931.